# Закладинська сільська рада
Закла́динська сільська рада (рос. Закладинский сельский совет) — сільське поселення у складі Романовського району Алтайського краю Росії.
Адміністративний центр та єдиний населений пункт — село Закладне.

## Населення
Населення — 716 осіб (2019; 847 в 2010, 1077 у 2002).